# Coppa dei Campioni del Golfo 2006
La Coppa dei Campioni del Golfo 2006 è la 22ª edizione della coppa a cui prendono parte 12 squadre da 6 federazioni provenienti da tutto il Golfo Persico.
La competizione è stata vinta dai sauditi dell'Al-Ettifaq Club che si aggiudica la terza edizione della coppa nella sua storia, dopo aver vinto contro i kuwaitiani dell'Al-Qadisiya Sports Club.

## Squadre partecipanti
| Gruppo A                                                     | Gruppo B                                           | Gruppo C                                           |
| ------------------------------------------------------------ | -------------------------------------------------- | -------------------------------------------------- |
| Al-Qadisiya Sports Club Sharjah Al-Muharraq Al Arabi (Qatar) | Al-Jazira Club Al-Ittifaq Al Nasr Salalah Qatar SC | Muscat Bahrain Riffa Club Al-Hilal Al Salmiya Club |

## Risultati

### Gruppo A
(a Manama, Bahrain)
| Team                    | Pld | W | D | L | GF | GA | GD | Pts |
| ----------------------- | --- | - | - | - | -- | -- | -- | --- |
| Al-Qadisiya Sports Club | 3   | 2 | 1 | 0 | 7  | 5  | +2 | 7   |
| Sharjah                 | 3   | 2 | 0 | 1 | 6  | 5  | +1 | 6   |
| Al-Muharraq             | 3   | 1 | 1 | 1 | 4  | 4  | 0  | 4   |
| Al Arabi (Qatar)        | 3   | 0 | 0 | 3 | 4  | 7  | -3 | 0   |

### Gruppo B
(a Salalah, Oman)
| Team            | Pld | W | D | L | GF | GA | GD | Pts |
| --------------- | --- | - | - | - | -- | -- | -- | --- |
| Al-Jazira Club  | 3   | 2 | 1 | 0 | 2  | 0  | +2 | 7   |
| Al-Ittifaq      | 3   | 2 | 0 | 1 | 4  | 2  | +2 | 6   |
| Qatar SC        | 3   | 0 | 2 | 1 | 0  | 2  | -2 | 2   |
| Al Nasr Salalah | 3   | 0 | 1 | 2 | 1  | 3  | -2 | 1   |

### Gruppo C
(a Riyadh, Arabia Saudita)
| Team               | Pld | W | D | L | GF | GA | GD | Pts |
| ------------------ | --- | - | - | - | -- | -- | -- | --- |
| Al Salmiya Club    | 3   | 3 | 0 | 0 | 8  | 2  | +6 | 9   |
| Bahrain Riffa Club | 3   | 1 | 1 | 1 | 3  | 3  | 0  | 4   |
| Al-Hilal           | 3   | 0 | 2 | 1 | 2  | 3  | -1 | 2   |
| Muscat             | 3   | 0 | 1 | 2 | 2  | 7  | -5 | 1   |

## Fase Finale

### Semi-Finali
| Al Salmiya 30 ottobre 2006, ore 19:35 | Al Salmiya Club | 3 – 3 | Al-Ittifaq |  |

| Abu Dhabi 30 ottobre 2006, ore 19:35 | Al-Jazira Club | 2 – 2 | Al Qadisiya Kuwait |  |

| Dammam 19 novembre 2006, ore 19:35 | Al-Ittifaq | 3 – 0 | Al Salmiya Club |  |

| Kuwait City 19 novembre 2006, ore 19:35 | Al Qadisiya Kuwait | 1 – 0 | Al-Jazira Club |  |

### Finale

#### Andata
| Kuwait City 25 dicembre 2006, ore 19:35 | Al Qadisiya Kuwait | 0 – 1 | Al-Ittifaq |  |

#### Ritorno
| Dammam 20 febbraio 2007, ore 19:35 | Al-Ittifaq | 1 – 1 | Al Qadisiya Kuwait |  |